# Ursa pulchra
Ursa pulchra là một loài nhện trong họ Araneidae.
Loài này thuộc chi Ursa. Ursa pulchra được Eugène Simon miêu tả năm 1895.